# Xyris operculata
Xyris operculata är en gräsväxtart som beskrevs av Jacques-Julien Houtou de La Billardière. Xyris operculata ingår i släktet Xyris och familjen Xyridaceae. Inga underarter finns listade i Catalogue of Life.